# Pye Engström
Pye Ester Agneta Engström, de soltera Nanneson (Danderyd, 8 de junio de 1928) es una escultora sueca. 

## Biografía
Pye Engström es la hija de Ludvig Nanneson y contrajo matrimonio en 1951 con Clas Engström. Desde 1945 a 1948 estudió en el Konstfack y en Kungliga Konsthögskolan ("Real Instituto de Arte") de Estocolmo, donde Stig Blomberg sería su profesor, y desde 1948 a 1953 en la Real Academia de Bellas Artes de Dinamarca de Copenhague. Se ha hecho famosa por sus esculturas en piedra, incluyendo piedra caliza de Gotland. Actualmente vive en Rute, en Gotland.

## Obras
- Embryo ("Embrión"), granito (1956), en Statens centrala frökontrollanstalt, Solna (Suecia).

- Stenålderskvinna ("Mujer de la Edad de Piedra"), granito (1956), en el gymnasium Brännkyrka, Estocolmo.
- Finn, piedra caliza (1963), en Gustav Adolfsparken en Estocolmo
- Den glada draken ("El dragón feliz"), hormigón (1964), escuela Torsviks, Lidingö.
- Fårhjord ("Rebaño de ovejas"), granito y bronce (1967).
- Grottmormor med unge (1966-69), Polhemsgatan, Estocolmo.
- Var god vidrör, cobre (1969), Älvsjö, Estocolmo.
- Tantstol och farbrorbänk, piedra caliza (1971), en la escuela para niños con discapacidad visual, Örebro.
- Efter badet ("Después del baño"), piedra caliza (1971-76), fuera de Västertorpsbadet en Västertorp, Estocolmo.
- Familjen ("Familia"), bronce (1973), en la plaza Mälartorget, Estocolmo.
- Häst och vagn ("Caballo y carro"), granito y madera (1973), Västerås.
- Vad vet datan om människor ("Lo que sabemos acerca de las personas"), piedra caliza (1977), en una estación de policía en Visby.
- Granitskulpturer ("Escultura de granito") (1979), Upsala.
- Vår enighets fana, granito y oro (1977-85) en la plaza Skvallertorget, Norrköping.
- Grundlagen ("La constitución"), granito (1986) fuera del Tribunal Administrativo de Malmö.
- Frukost i det gröna ("Desayuno en el verde"), granito de Gotland (1987), Birgittaskolan, Klostergatan, Linköping.
- Utsträckta händer ("Manos extendidas"), granito (1991), en el memorial a Olof Palme en el parque Almedalen, Visby
- Förr och nu ("Entonces y ahora"), granito (1991), en el exterior del edificio municipal en Bålsta.
- Fåglarna i Handen ("Aves en la mano"), granito, oro y amatistas (1998), en el parque Eskilsparken en el municipio de Haninge.
- Fredens rike ("Reino de paz"), granito (1992), exterior de la biblioteca en Flemingsberg, Huddinge.
- Magi och vetenskap ("Magia y ciencia"), granito, oro y piedras semipreciosas (1997), exterior de la entrada al hospital de Visby.
- En dröm ("Un sueño"), granito y madera (1997), en el Hospital Universitario de Karolinska, Solna.
- Gaia, granito, en Sollefteå.
- Grottan ("La cueva"), granito, en el exterior del Museo de Arte de Gotland.
- Drakguldet, fuera de la Galería de Arte de Visby.
- Resan till Cythere ("Viaje a Cythere"), granito rojo, en el exterior de la Galería de Arte de Visby.
- Rauken, granito y piedra caliza (1995), en Kiruna.

## La literatura
- Kärlek till sten kräver vassa verktyg i Svenska Turistföreningens årsbok 1960, de Nina Weibull, en el anuario de la Asociación Sueca de Turismo (Svenska Turistföreningen) (1960).

## Galería de fotos

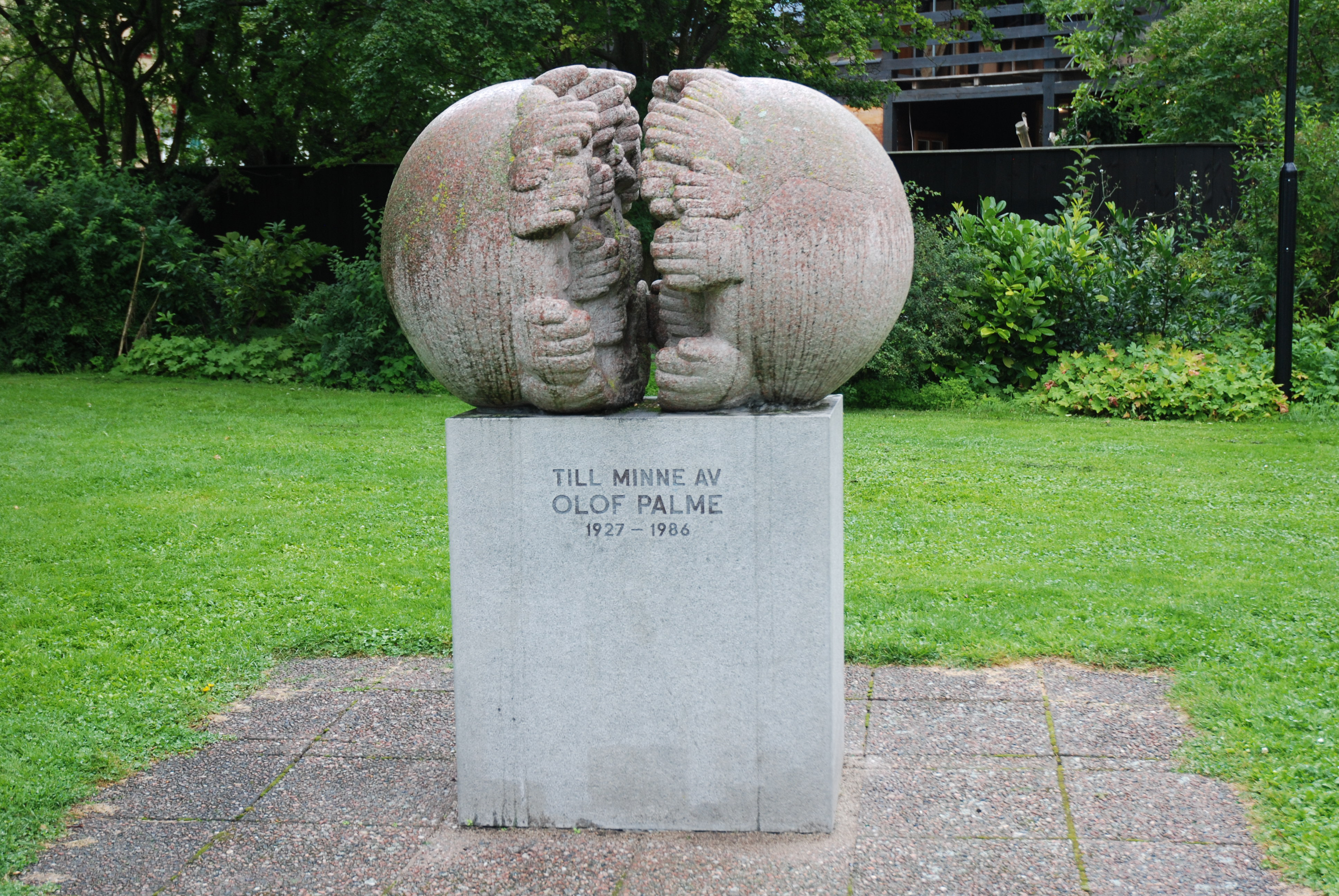
Utsträckta händer
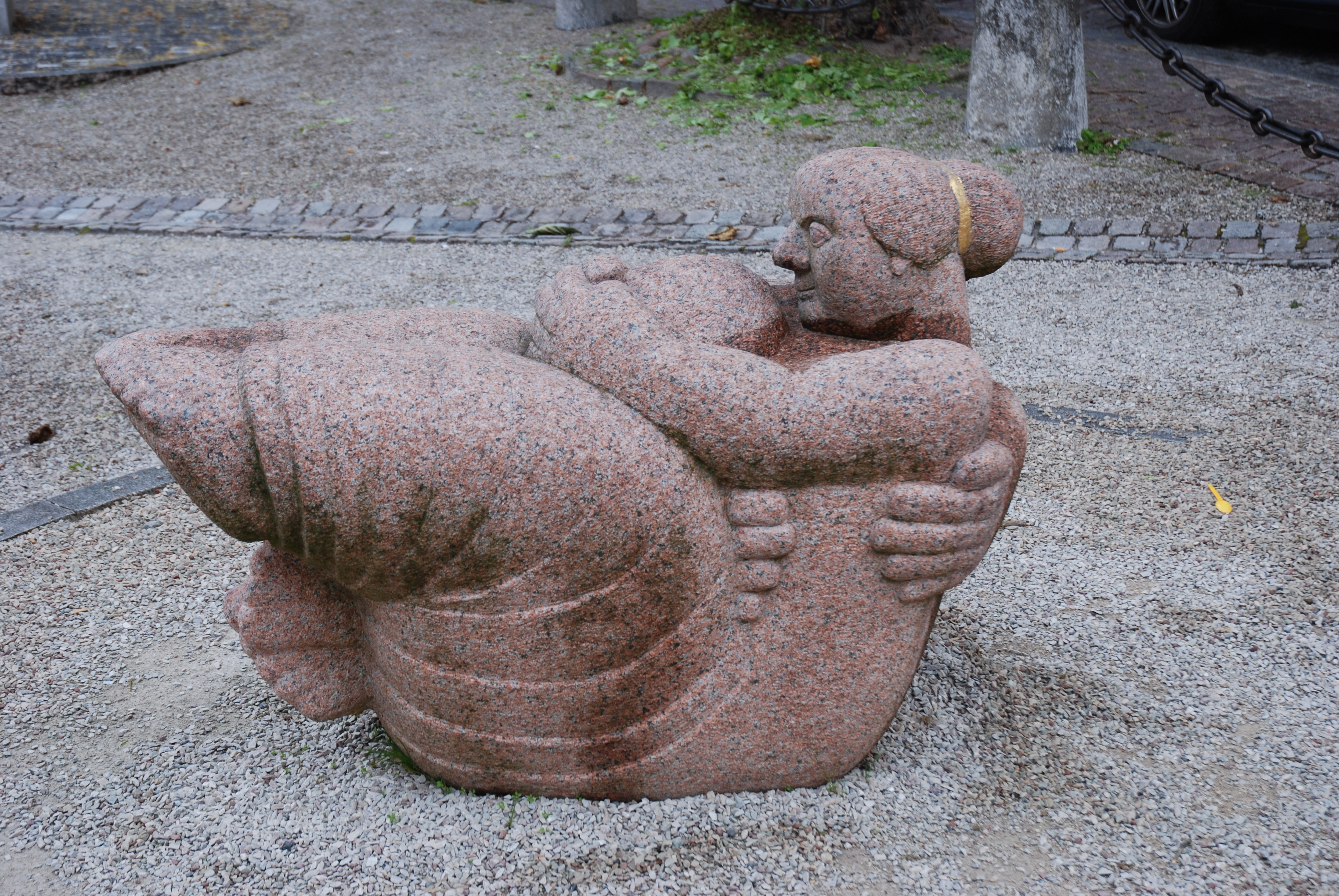
Resan till Cytere
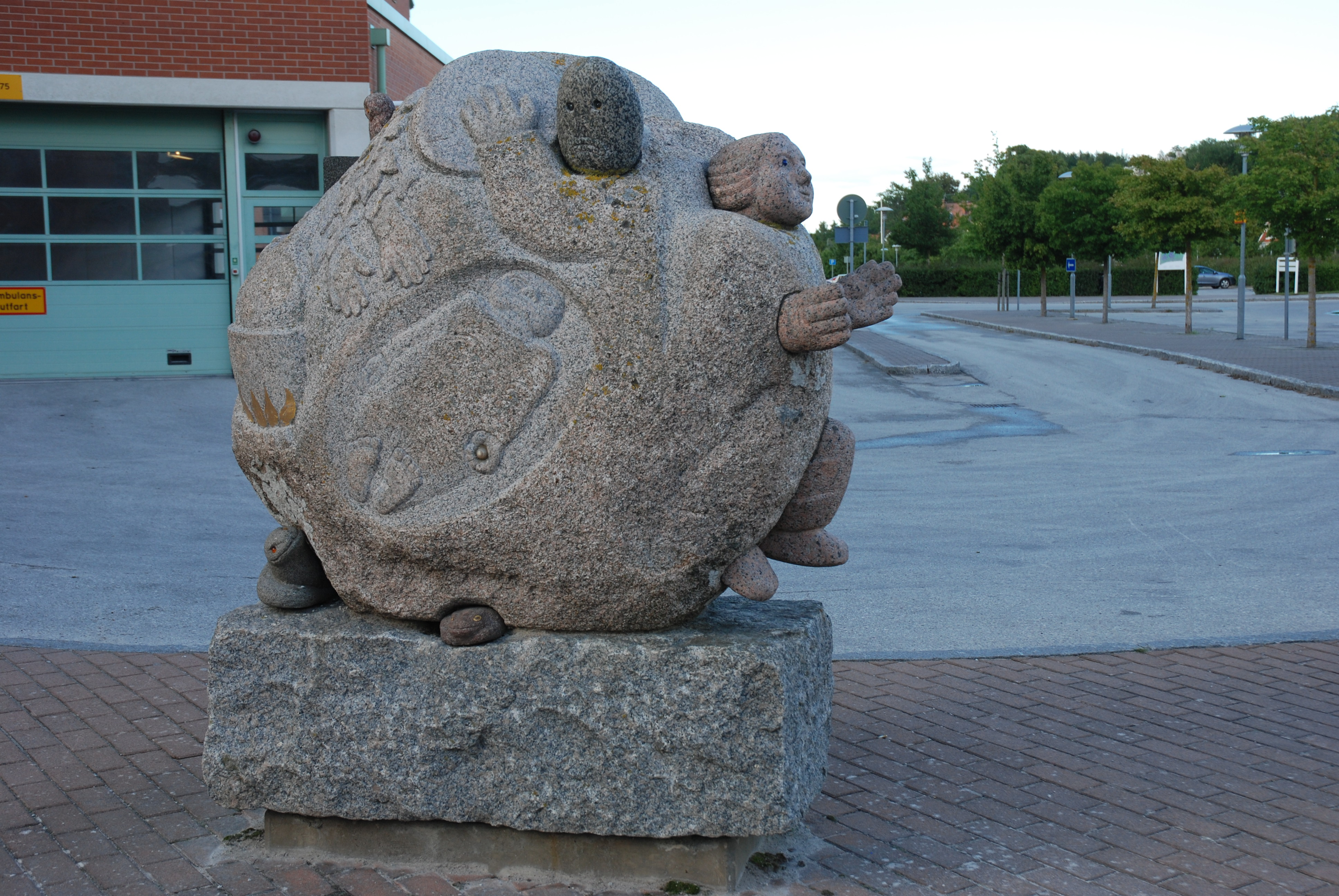
Magi och vetenskap
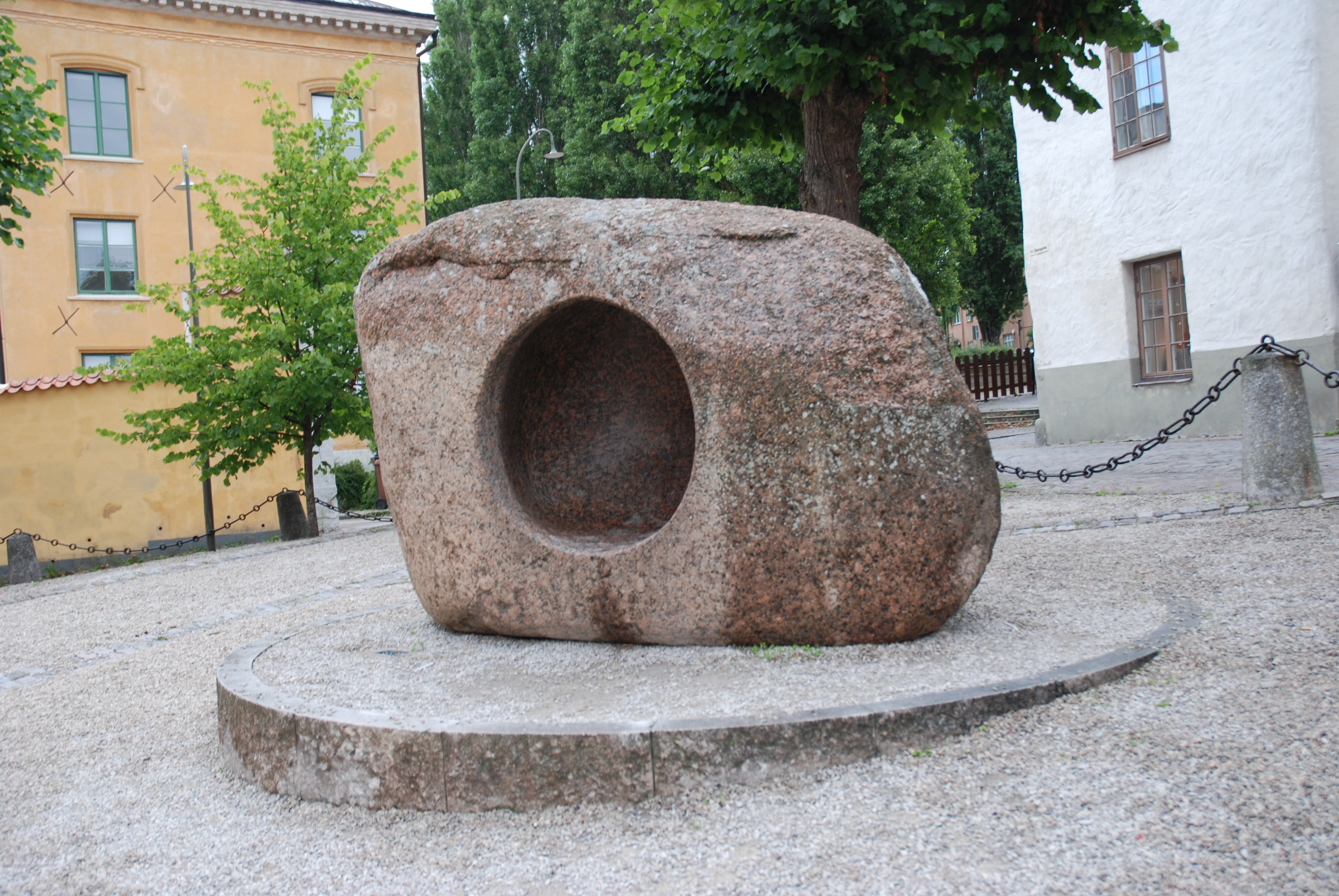
Grottan
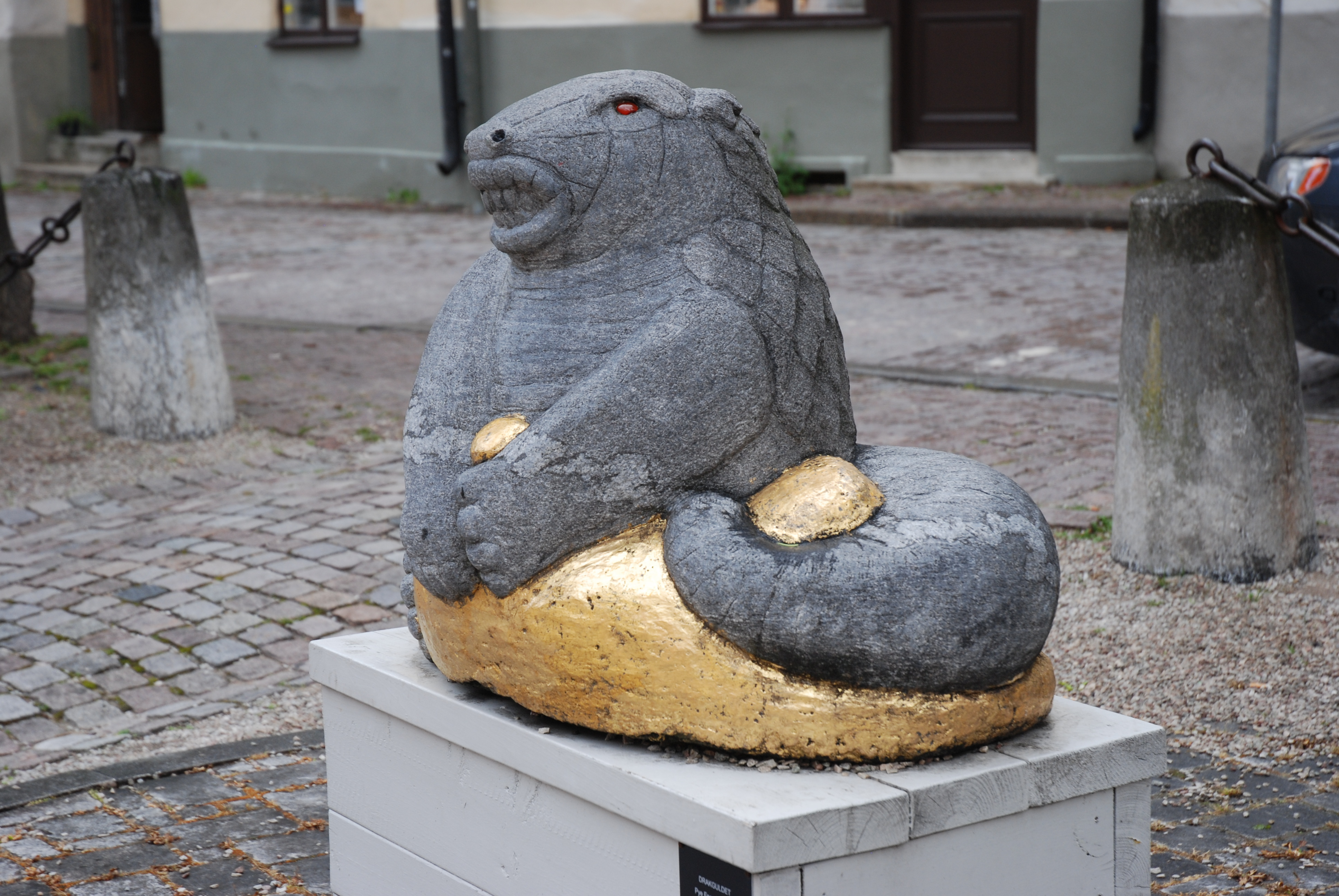
Drakguldet
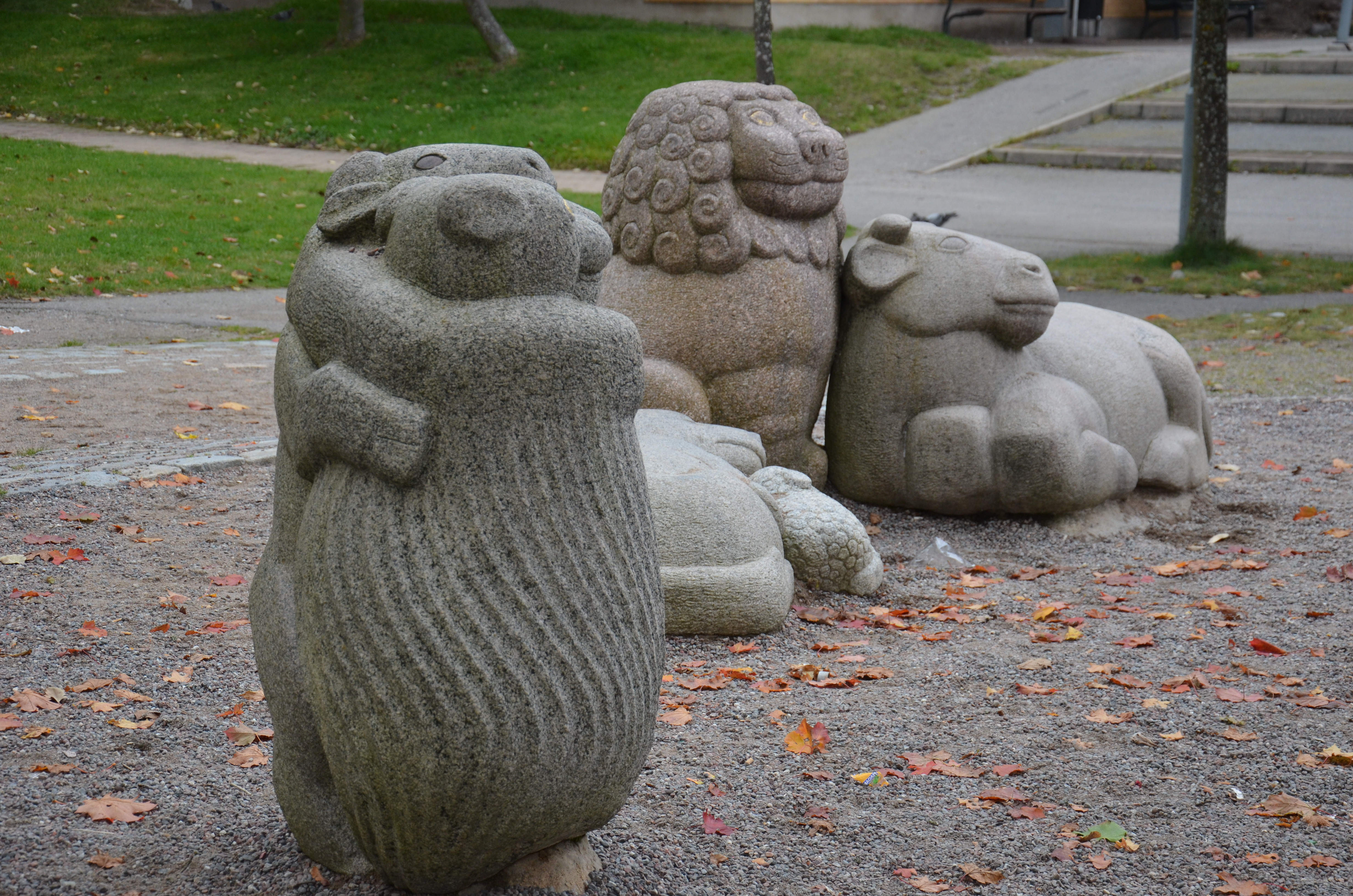
Fredens rike,
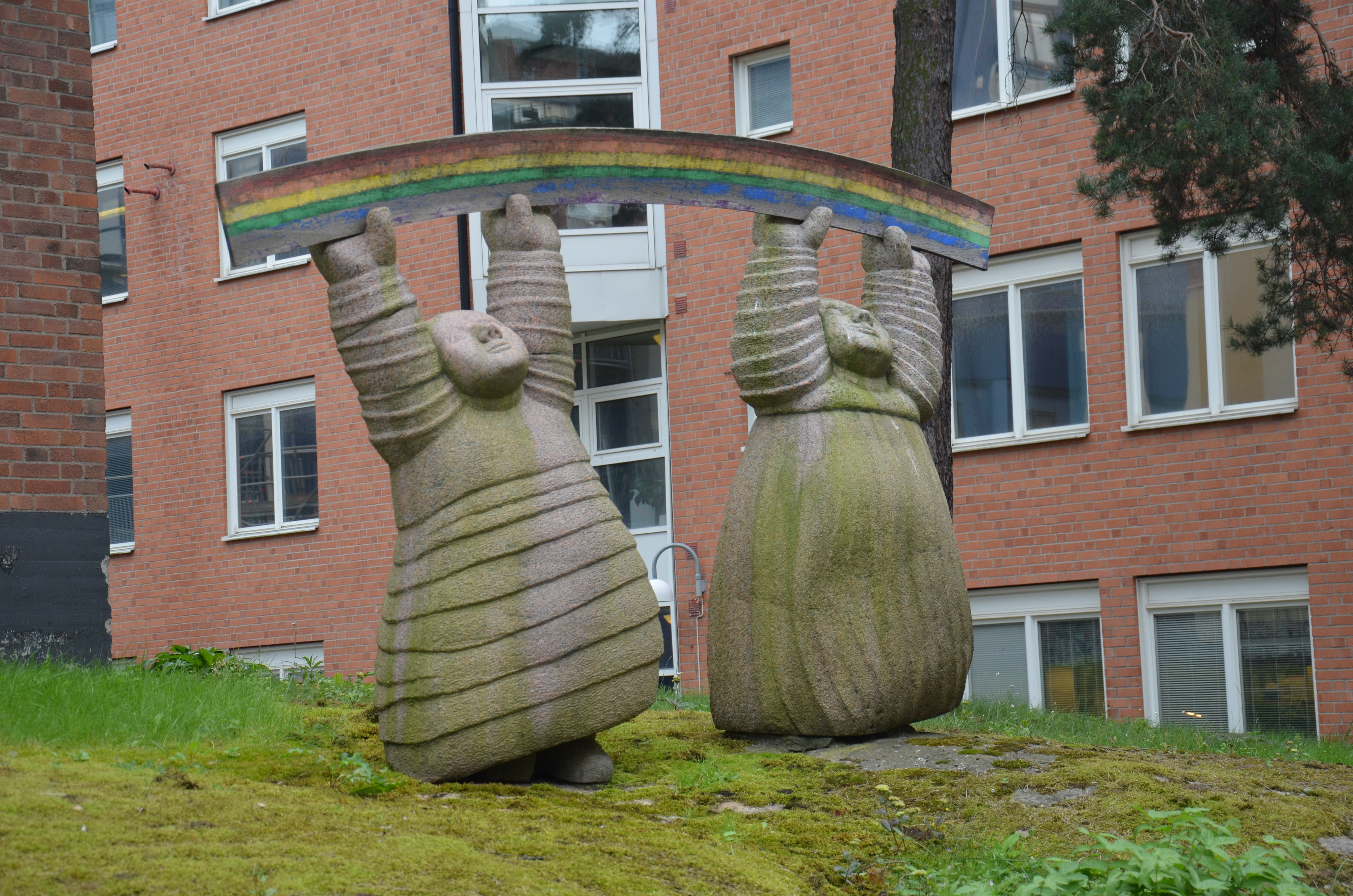
En dröm
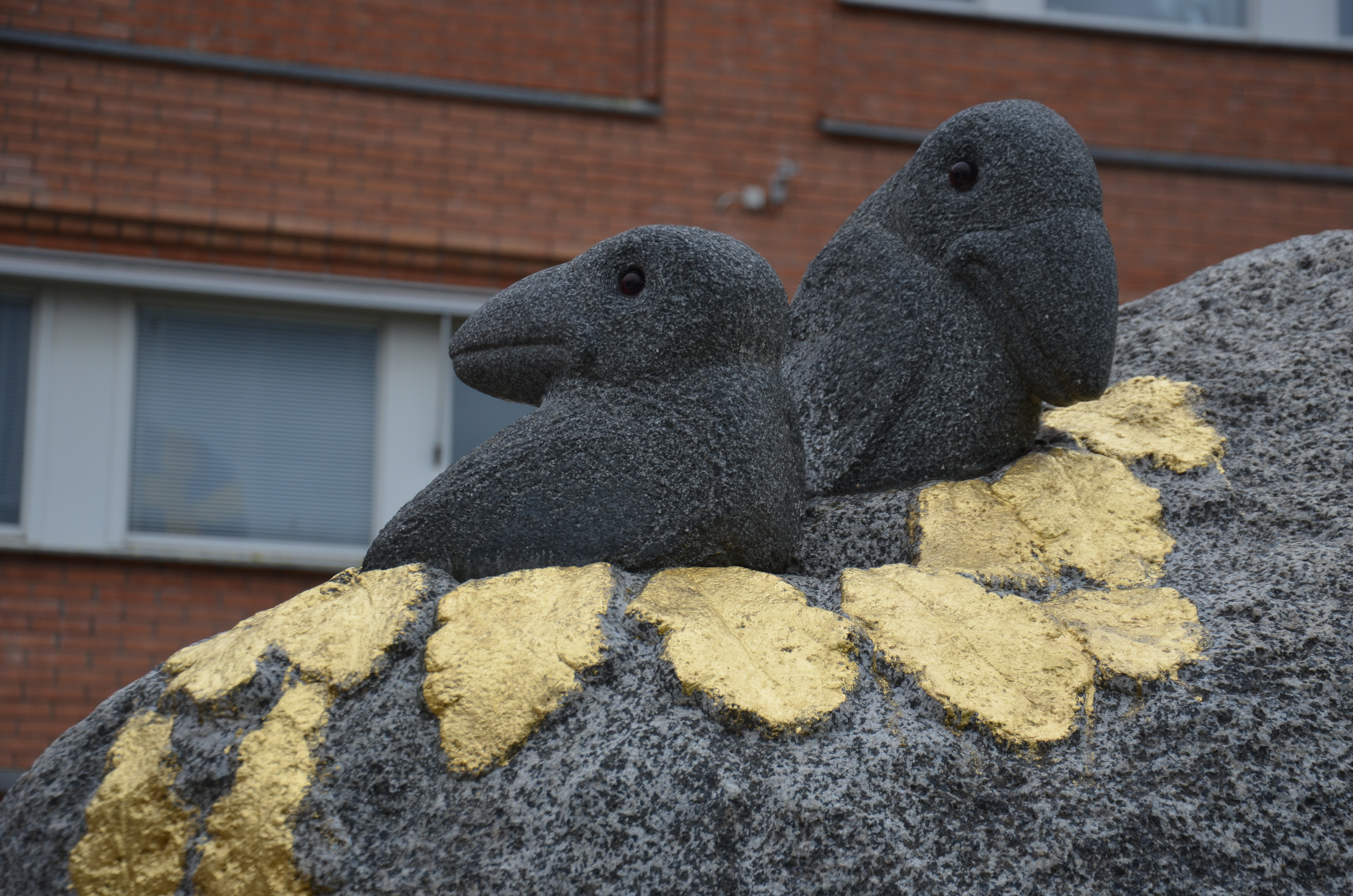
Detalle de Förr och nu
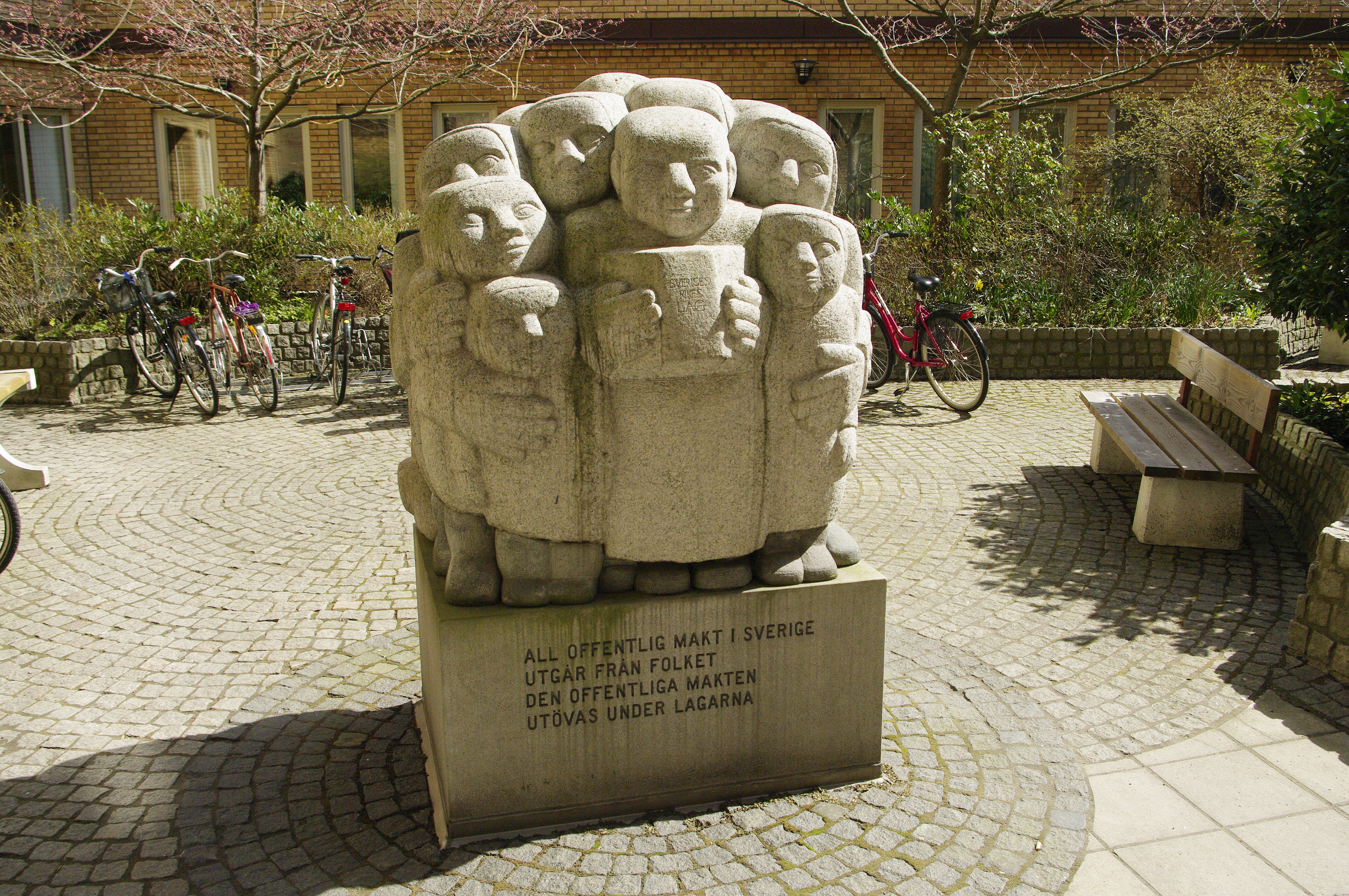
Grundlagen
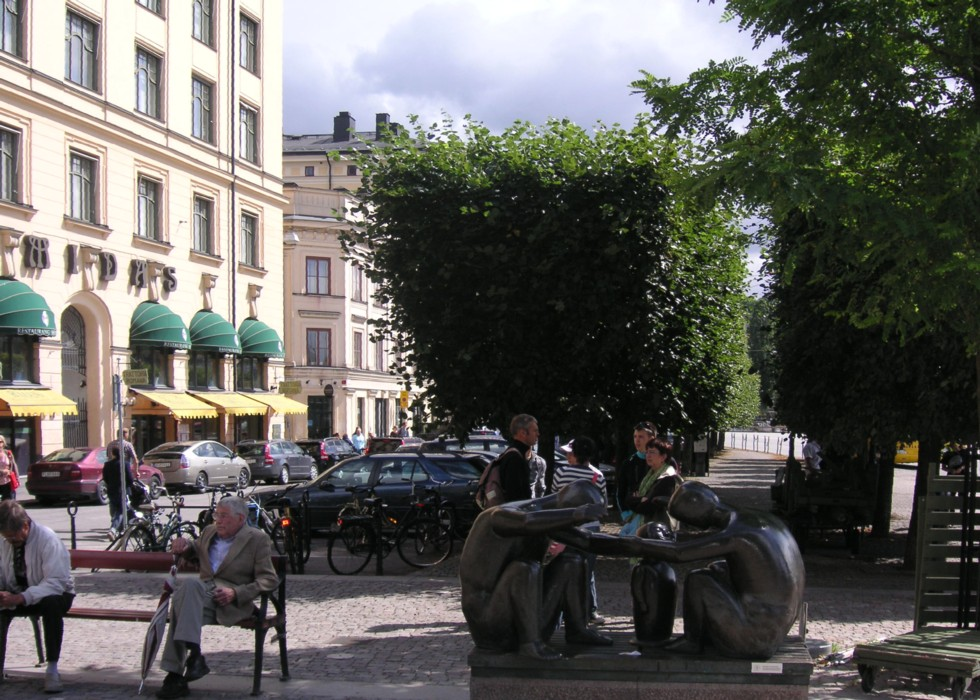
Familjen